# Balıkesir (pokrajina)
Pokrajina Balıkesir (turski: Balıkesir ili) je jedna od 81 turskih pokrajina koja se nalazi na zapadu Turske. Po podacima iz 2010, u pokrajini živi 1 152 323 stanovnika.
Pokrajina nosi ime po glavnom gradu provincije - Balıkesiru.

## Geografske karakteristike
Pokrajin leži duž obala Mramornog i Egejskog mora, na površini od 12.496 km², na zapadu zemlje. Poznat je po proizvodnji maslina i kao popularna turistička destinacija, ali i po rudarstvu jer se tu nalaze brojna nalazišta kaolinita i boraksa.

## Administrativna podjela
Pokrajina Balıkesir administrativno je podjeljena na 19 okruga (ilçeler);
| - Balıkesir - Ayvalık - Balya - Bandırma - Bigadiç - Burhaniye - Dursunbey - Edremit - Erdek - Gömeç | - Gönen - Havran - İvrindi - Kepsut - Manyas - Marmara - Savaştepe - Sındırgı - Susurluk |

## Vanjske poveznice
- Službene stranice provincije (tur.)